# Summer World University Games 2025/Teilnehmer (Deutschland)
| Gelbes Symbol für Goldmedaillen mit stilisierten Olympischen Ringen | Graues Symbol für Silbermedaillen mit stilisierten Olympischen Ringen | Braundes Symbol für Bronzemedaillen mit stilisierten Olympischen Ringen |
| ------------------------------------------------------------------- | --------------------------------------------------------------------- | ----------------------------------------------------------------------- |
| 11                                                                  | 12                                                                    | 17                                                                      |

Deutschland nahm als Gastgeber an den Summer World University Games 2025 vom 16. bis zum 27. Juli mit 300 Athleten (150 Männer und 150 Frauen) teil.

## Medaillen

### Medaillenspiegel
| Rang   | Sportart                   | Gold | Silber | Bronze | Gesamt |
| ------ | -------------------------- | ---- | ------ | ------ | ------ |
| 1      | Wasserspringen             | 3    | 2      | 4      | 9      |
| 2      | Leichtathletik             | 2    | 3      | 4      | 9      |
| 3      | Judo                       | 1    | 1      | 1      | 3      |
| 4      | Rhythmische Sportgymnastik | 1    | 1      | 1      | 3      |
| 5      | Wasserball                 | 1    | –      | 1      | 2      |
| 6      | 3×3-Rollstuhlbasketball    | 1    | –      | –      | 1      |
| 6      | 3×3-Basketball             | 1    | –      | –      | 1      |
| 6      | Beachvolleyball            | 1    | –      | –      | 1      |
| 9      | Rudern                     | –    | 3      | –      | 3      |
| 10     | Taekwondo                  | –    | 1      | 2      | 3      |
| 11     | Schwimmen                  | –    | 1      | –      | 1      |
| 12     | Fechten                    | –    | –      | 1      | 1      |
| 12     | Tennis                     | –    | –      | 1      | 1      |
| 12     | Tischtennis                | –    | –      | 1      | 1      |
| 12     | Turnen                     | –    | –      | 1      | 1      |
| Gesamt | Gesamt                     | 11   | 12     | 17     | 40     |

### Medaillengewinner
| Name/n | Sportart                   | Wettkampf                      |
| --- | -------------------------- | ------------------------------ |
| Gold |                            |                                |
| Lena Hentschel Luis Avila Sanchez | Wasserspringen             | 3 m Synchronspringen Mixed     |
| Moritz Wesemann | Wasserspringen             | 3 m Kunstspringen Männer       |
| Elisa Mevius Luisa Nufer Sarah Polleros Laura Zolper | 3×3-Basketball             | Frauen                         |
| Lisa Bergenthal Svenja Erni Lilly Sellak Catharina Weiß | 3×3-Rollstuhlbasketball    | Frauen                         |
| Jette Müller Moritz Wesemann Pauline Pfeif Jaden Eikermann | Wasserspringen             | Mannschaft 3 m/10 m            |
| Margarita Kolosov | Rhythmische Sportgymnastik | Ball                           |
| Philipp Huster Maximilian Just | Beachvolleyball            | Männer                         |
| Vivienne Morgenstern Mona Mayer Sabrina Heil Yasmin Amaadacho (Finale) Jenna Feyerabend (Vorlauf)                                                                  | Leichtathletik             | 4 × 400 m                      |
| Mika Sosna | Leichtathletik             | Diskuswurf                     |
| Anna Monta Olek | Judo                       | Klasse bis 78 kg               |
| Darja Heinbichner Emma Koch Ioanna Petiki Sinia Plotz Elena Ludwig Emma Seehafer Anne Rieck Mona Saternus Greta Tadday Marijke Kijlstra Jana Stüwe Franka Lipinski | Wasserball                 | Frauen                         |
| Silber |                            |                                |
| Pauline Pfeif Carolina Coordes | Wasserspringen             | 10 m Synchronspringen          |
| Luis Avila Sanchez Jaden Eikermann | Wasserspringen             | 10 m Synchronspringen          |
| Anastasia Simakova | Rhythmische Sportgymnastik | Reifen                         |
| Supharada Kisskalt | Taekwondo                  | Bis 49 kg                      |
| Nick Thumm | Leichtathletik             | Speerwurf                      |
| Merlin Hummel | Leichtathletik             | Hammerwurf                     |
| Steven Richter | Leichtathletik             | Diskuswurf                     |
| Samira Bock | Judo                       | Klasse bis 70 kg               |
| Alexandra Föster | Rudern                     | Einer                          |
| Lene Mührs Paula Hartmann Olivia Clotten Luise Bachmann | Rudern                     | Vierer ohne Steuermann         |
| Tjorven Schneider Oskar Kroglowski Sydney Garbers Helena Brenke | Rudern                     | Mixed-Doppelvierer             |
| Björn Kammann | Schwimmen                  | 100 m Schmetterling            |
| Bronze |                            |                                |
| Moritz Schenkel | Fechten                    | Säbel Einzel                   |
| Lena Hentschel Jette Müller | Wasserspringen             | 3 m Synchronspringen Frauen    |
| Anna Siepmann Leah Lawall Adina Machwirth | Taekwondo                  | Poomsae Mannschaft             |
| Anastasia Simakova | Rhythmische Sportgymnastik | Ball                           |
| Matthias Danzer Kirill Fadeev Timotius Köchling Benno Oehme | Tischtennis                | Mannschaft Männer              |
| Pauline Pfeif | Wasserspringen             | 10 m Turmspringen              |
| Lena Hentschel | Wasserspringen             | 3 m Sprungbrett                |
| Helen Habib | Judo                       | Superleichtgewicht (bis 48 kg) |
| Max Spittank Zoran Bozic Tobias Bauer Jan Rotermund Moritz Ostmann Finn Rotermund Yannek Chiru Sascha Seifert Till Hofmann Luk Jaschke Mark Gansen Elias Metten    | Wasserball                 | Männer                         |
| Antonia Kinzel | Leichtathletik             | Diskuswurf                     |
| Luka Herden | Leichtathletik             | Weitsprung                     |
| Adia Budde | Leichtathletik             | 3000 m Hindernis               |
| Louise Wieland Talea Prepens Svenja Pfetsch Jolina Ernst | Leichtathletik             | 4 × 100 m                      |
| Alessio Vasquez | Tennis                     | Einzel                         |
| Laura Goebel Kaan Gümüs Jona Pörsch Supharada Kisskalt | Taekwondo                  | Mixed Team Kyorugi             |
| Tim Axer | Wasserspringen             | 1 m Kunstspringen              |
| Emma Malewski | Turnen                     | Schwebebalken                  |

## Teilnehmer nach Sportarten

### 3×3-Rollstuhlbasketball
| Wettbewerb    | Frauen                                                  | Männer                                              |
| ------------- | ------------------------------------------------------- | --------------------------------------------------- |
| Athleten      | Lisa Bergenthal Svenja Erni Lilly Sellak Catharina Weiß | Luis Conrad Thomas Reier Sören Seebald Luc Weilandt |
| Gruppenphase  | Spanien 9:10 Vereinigte Staaten 9:6 Brasilien 21:0      | Spanien 6:19 Bulgarien 17:3 Großbritannien 7:8      |
| Viertelfinale | —                                                       | Japan 11:12                                         |
| Halbfinale    | Vereinigte Staaten 12:4                                 | ausgeschieden                                       |
| Finale        | Spanien 12:11                                           | ausgeschieden                                       |
| Rang          | Gold                                                    | 5                                                   |

### Badminton
| Athleten | Wettbewerb | Vorrunde | Vorrunde | 1. Runde                | 1. Runde | 2. Runde              | 2. Runde      | Achtelfinale         | Achtelfinale  | Viertelfinale | Viertelfinale | Halbfinale    | Halbfinale    | Finale        | Finale        | Rang |
| Athleten | Wettbewerb | Gegner   | Erg.     | Gegner                  | Erg.     | Gegner                | Erg.          | Gegner               | Erg.          | Gegner        | Erg.          | Gegner        | Erg.          | Gegner        | Erg.          | Rang |
| --- | ---------- | -------- | -------- | ----------------------- | -------- | --------------------- | ------------- | -------------------- | ------------- | ------------- | ------------- | ------------- | ------------- | ------------- | ------------- | ---- |
| Frauen |            |          |          |                         |          |                       |               |                      |               |               |               |               |               |               |               |      |
| Miranda Wilson | Einzel     | Freilos  | Freilos  | Khadijah Kawthar        | 2:0      | Ella Lin              | 0:2           | ausgeschieden        | ausgeschieden | ausgeschieden | ausgeschieden | ausgeschieden | ausgeschieden | ausgeschieden | ausgeschieden | 17   |
| Leona Michalski Thuc Phuong Nguyen                                                                                         | Doppel     | —        | —        | Freilos                 | Freilos  | Abdelkader / Rabie    | 2:0           | Imaizumi / Kobayashi | 1:2           | ausgeschieden | ausgeschieden | ausgeschieden | ausgeschieden | ausgeschieden | ausgeschieden | 9    |
| Männer |            |          |          |                         |          |                       |               |                      |               |               |               |               |               |               |               |      |
| Matthias Kicklitz | Einzel     | Freilos  | Freilos  | Thenuka de Silva        | 2:0      | Sebastián Kadlec      | 2:0           | Rohan Anandas        | 2:1           | Zhou Xinyu    | 1:2           | ausgeschieden | ausgeschieden | ausgeschieden | ausgeschieden | 5    |
| Oei Kian-Yu | Einzel     | Freilos  | Freilos  | Pápai                   | 2:0      | Rohan Anandas         | 2:0           | ausgeschieden        | ausgeschieden | ausgeschieden | ausgeschieden | ausgeschieden | ausgeschieden | ausgeschieden | ausgeschieden | 17   |
| Malik Bourakkadi David Eckerlin                                                                                            | Doppel     | —        | —        | Freilos                 | Freilos  | Dresp / Krax          | 2:0           | Cattoen / Renoir     | 1:2           | ausgeschieden | ausgeschieden | ausgeschieden | ausgeschieden | ausgeschieden | ausgeschieden | 9    |
| Jonathan Dresp Simon Krax                                                                                                  | Doppel     | —        | —        | Saigh / Sardar          | 2:0      | Bourakkadi / Eckerlin | 0:2           | ausgeschieden        | ausgeschieden | ausgeschieden | ausgeschieden | ausgeschieden | ausgeschieden | ausgeschieden | ausgeschieden | 17   |
| Mixed |            |          |          |                         |          |                       |               |                      |               |               |               |               |               |               |               |      |
| David Eckerlin Miranda Wilson                                                                                              | Doppel     | —        | —        | Teerawiwat / Povanon    | 0:2      | ausgeschieden         | ausgeschieden | ausgeschieden        | ausgeschieden | ausgeschieden | ausgeschieden | ausgeschieden | ausgeschieden | ausgeschieden | ausgeschieden | 33   |
| Malik Bourakkadi Leona Michalski                                                                                           | Doppel     | —        | —        | Yap / Chan              | 2:0      | Franco / Jiménez      | 2:1           | Cattoen / Vallet     | 2:1           | Lin / Jheng   | 0:2           | ausgeschieden | ausgeschieden | ausgeschieden | ausgeschieden | 5    |
| Jonathan Dresp Thuc Phuong Nguyen                                                                                          | Doppel     | —        | —        | Tajibullay / Jumadilova | 2:0      | Kuvale / Khan         | 2:1           | Lock / Hoang         | 2:0           | Liao / Li     | 0:2           | ausgeschieden | ausgeschieden | ausgeschieden | ausgeschieden | 5    |
| Malik Bourakkadi Leona Michalski Matthias Kicklitz Jonathan Dresp Simon Krax Miranda Wilson Thuc Phuong Nguyen Kian-Yu Oei | Mannschaft | —        | —        | Chinesisch Taipeh       | 2:3      | —                     | —             | China                | 0:3           | ausgeschieden | ausgeschieden | ausgeschieden | ausgeschieden | ausgeschieden | ausgeschieden | 9    |

### Basketball

#### Basketball
| Wettbewerb             | Frauen | Männer |
| ---------------------- | --- | --- |
| Athleten               | Martha Pietsch Paula Wenemoser Nicole Brochlitz Emma Eichmeyer Franka Wittenberg Jessika Schiffer Greta Kröger Skye Belker Lina Falk Merit Brennecke Nina Rosemeyer Eléa Gaba | Jamal Entezami Musa Abra Julian Steinfeld Nicholas Tischler Leo Saffer Tim Köpple Sebastian Hartmann Michael Rataj Lukas Herzog Elias Baggette Brandon Tischler |
| Trainer                | Stefan Möller | Alan Ibrahimagic |
| Gruppenphase           | Vereinigte Staaten 63:69 Polen 50:63 Chinesisch Taipeh 81:40 | Chinesisch Taipeh 83:73 Finnland 79:68 Chile 82:48 |
| Platzierungsrunde 9–16 | Indien 128:54 | – |
| Platzierungsrunde 9–12 | Brasilien 84:64 | – |
| Spiel um Platz 9       | Litauen 79:63 | – |
| Viertelfinale          | ausgeschieden | Rumänien 78:62 |
| Halbfinale             | ausgeschieden | Brasilien 78:83 |
| Spiel um Platz 3       | ausgeschieden | Litauen 70:80 |
| Rang                   | 9 | 4 |

#### 3×3-Basketball
| Wettbewerb      | Frauen                                               | Männer                                                   |
| --------------- | ---------------------------------------------------- | -------------------------------------------------------- |
| Athleten        | Elisa Mevius Luisa Nufer Sarah Polleros Laura Zolper | Linus Beikame Vincent Hennen Carlo Meyer Lennart Schultz |
| Gruppenphase    | Neuseeland 21:7 Italien 16:12                        | Indien 21:6 Mongolei 13:21                               |
| Play-in         | –                                                    | Chile                                                    |
| Viertelfinale   | Ungarn 21:11                                         | Frankreich 19:18                                         |
| Halbfinale      | Tschechien 21:15                                     | Litauen 13:21                                            |
| Finale          | China 21:15                                          | ausgeschieden                                            |
| Spiel um Bronze | –                                                    | Tschechien 17:21                                         |
| Rang            | Gold                                                 | 4                                                        |

### Beachvolleyball
| Athleten                       | Gruppenphase           | Gruppenphase | Gruppenphase | Gruppenphase | Achtelfinale      | Achtelfinale | Viertelfinale         | Viertelfinale | Halbfinale          | Halbfinale    | Finale/Platz 3          | Finale/Platz 3 | Rang |
| Athleten                       | Gegner                 | Erg.         | Punkte       | Rang         | Gegner            | Erg.         | Gegner                | Erg.          | Gegner              | Erg.          | Gegner                  | Erg.           | Rang |
| ------------------------------ | ---------------------- | ------------ | ------------ | ------------ | ----------------- | ------------ | --------------------- | ------------- | ------------------- | ------------- | ----------------------- | -------------- | ---- |
| Frauen                         |                        |              |              |              |                   |              |                       |               |                     |               |                         |                |      |
| Lea Sophie Kunst Melanie Paul  | Cheiykho / Zaouk       | 2:0          | 5            | 2            | Rabitsch / Holzer | 2:0          | Hogenhout / Negenman  | 0:2           | ausgeschieden       | ausgeschieden | ausgeschieden           | ausgeschieden  | 5    |
| Lea Sophie Kunst Melanie Paul  | Derkintyte / Lindqvist | 2:0          | 5            | 2            | Rabitsch / Holzer | 2:0          | Hogenhout / Negenman  | 0:2           | ausgeschieden       | ausgeschieden | ausgeschieden           | ausgeschieden  | 5    |
| Lea Sophie Kunst Melanie Paul  | Hogenhout / Negenman   | 1:2          | 5            | 2            | Rabitsch / Holzer | 2:0          | Hogenhout / Negenman  | 0:2           | ausgeschieden       | ausgeschieden | ausgeschieden           | ausgeschieden  | 5    |
| Männer                         |                        |              |              |              |                   |              |                       |               |                     |               |                         |                |      |
| Philipp Huster Maximilian Just | Alb / Mureșan          | 2:0          | 6            | 1            | Klemen / Sponer   | 2:0          | Čumakas / Palubinskas | 2:0           | Iervolino / Mancini | 2:1           | Groenewold / Sonneville | 2:0            | Gold |
| Philipp Huster Maximilian Just | Iglesias / Negrete     | 2:0          | 6            | 1            | Klemen / Sponer   | 2:0          | Čumakas / Palubinskas | 2:0           | Iervolino / Mancini | 2:1           | Groenewold / Sonneville | 2:0            | Gold |
| Philipp Huster Maximilian Just | Basey / Hurst          | 2:1          | 6            | 1            | Klemen / Sponer   | 2:0          | Čumakas / Palubinskas | 2:0           | Iervolino / Mancini | 2:1           | Groenewold / Sonneville | 2:0            | Gold |

### Bogenschießen
| Athleten                                         | Wettbewerb               | Qualifikation | Qualifikation | 1. Runde     | 1. Runde | 2. Runde                 | 2. Runde      | 3. Runde       | 3. Runde      | Achtelfinale     | Achtelfinale  | Viertelfinale      | Viertelfinale | Halbfinale    | Halbfinale    | Finale        | Finale        | Rang |
| Athleten                                         | Wettbewerb               | Ringe         | Rang          | Gegner       | Erg.     | Gegner                   | Erg.          | Gegner         | Erg.          | Gegner           | Erg.          | Gegner             | Erg.          | Gegner        | Erg.          | Gegner        | Erg.          | Rang |
| ------------------------------------------------ | ------------------------ | ------------- | ------------- | ------------ | -------- | ------------------------ | ------------- | -------------- | ------------- | ---------------- | ------------- | ------------------ | ------------- | ------------- | ------------- | ------------- | ------------- | ---- |
| Frauen                                           |                          |               |               |              |          |                          |               |                |               |                  |               |                    |               |               |               |               |               |      |
| Regina Kellerer                                  | Einzel Recurvebogen      | 614           | 41            | Karoli Luige | 6:2      | Aditi Jaiswal            | 6:0           | Fong You-jhu   | 4:6           | ausgeschieden    | ausgeschieden | ausgeschieden      | ausgeschieden | ausgeschieden | ausgeschieden | ausgeschieden | ausgeschieden | 17   |
| Johanna Klinger                                  | Einzel Recurvebogen      | 649           | 10            | Freilos      | Freilos  | Defne Derebaşı           | 6:5           | Žana Pintarič  | 6:5           | Nanami Asakuno   | 5:6           | ausgeschieden      | ausgeschieden | ausgeschieden | ausgeschieden | ausgeschieden | ausgeschieden | 9    |
| Clea Reisenweber                                 | Einzel Recurvebogen      | 621           | 34            | Seema Saleha | 6:0      | Triinu Lilienthal        | 6:0           | Huang Yuwei    | 0:6           | ausgeschieden    | ausgeschieden | ausgeschieden      | ausgeschieden | ausgeschieden | ausgeschieden | ausgeschieden | ausgeschieden | 17   |
| Regina Kellerer Johanna Klinger Clea Reisenweber | Mannschaft Recurvebogen  | 1884          | 8             | —            | —        | —                        | —             | —              | —             | Ukraine          | 6:2           | China              | 0:6           | ausgeschieden | ausgeschieden | ausgeschieden | ausgeschieden | 8    |
| Männer                                           |                          |               |               |              |          |                          |               |                |               |                  |               |                    |               |               |               |               |               |      |
| Phil Luettmerding                                | Einzel Recurvebogen      | 629           | 40            | Elias Olsson | 4:6      | ausgeschieden            | ausgeschieden | ausgeschieden  | ausgeschieden | ausgeschieden    | ausgeschieden | ausgeschieden      | ausgeschieden | ausgeschieden | ausgeschieden | ausgeschieden | ausgeschieden | 57   |
| Jonathan Vetter                                  | Einzel Recurvebogen      | 647           | 22            | Freilos      | Freilos  | Jakub Bąk                | 7:3           | Jules Pedoux   | 6:0           | Trenton Cowles   | 7:3           | Tang Chih-chun     | 4:6           | ausgeschieden | ausgeschieden | ausgeschieden | ausgeschieden | 7    |
| Moritz Wieser                                    | Einzel Recurvebogen      | 654           | 12            | Freilos      | Freilos  | Ben McLean               | 6:4           | Callum Piggott | 6:2           | Kuo Yu-Cheng     | 6:0           | Qin Wangyu         | 0:6           | ausgeschieden | ausgeschieden | ausgeschieden | ausgeschieden | 8    |
| Ruven Flüß                                       | Einzel Compoundbogen     | 697           | 7             | Freilos      | Freilos  | Freilos                  | Freilos       | Yakup Yıldız   | 145:143       | Batuhan Akçaoğlu | 145:145       | Kushal Dalal       | 146:148       | ausgeschieden | ausgeschieden | ausgeschieden | ausgeschieden | 5    |
| Jonathan Gräfe                                   | Einzel Compoundbogen     | 677           | 41            | Freilos      | Freilos  | Muhammad Mohamad Norwafi | 140:139       | Paolo Kunsch   | 137:144       | ausgeschieden    | ausgeschieden | ausgeschieden      | ausgeschieden | ausgeschieden | ausgeschieden | ausgeschieden | ausgeschieden | 17   |
| Paolo Kunsch                                     | Einzel Compoundbogen     | 696           | 9             | Freilos      | Freilos  | David Hryhoryev          | 147:136       | Jonathan Gräfe | 144:137       | Andrey Tyutyun   | 145:145       | ausgeschieden      | ausgeschieden | ausgeschieden | ausgeschieden | ausgeschieden | ausgeschieden | 9    |
| Phil Luettmerding Jonathan Vetter Moritz Wieser  | Mannschaft Recurvebogen  | 1930          | 7             | Freilos      | Freilos  | —                        | —             | —              | —             | Italien          | 3:5           | ausgeschieden      | ausgeschieden | ausgeschieden | ausgeschieden | ausgeschieden | ausgeschieden | 9    |
| Ruven Flüß Jonathan Gräfe Paolo Kunsch           | Mannschaft Compoundbogen | 2070          | 6             | —            | —        | —                        | —             | —              | —             | Kasachstan       | 233:226       | Türkei             | 225:236       | ausgeschieden | ausgeschieden | ausgeschieden | ausgeschieden | 7    |
| Mixed                                            |                          |               |               |              |          |                          |               |                |               |                  |               |                    |               |               |               |               |               |      |
| Johanna Klinger Moritz Wieser                    | Mannschaft Recurvebogen  | 1303          | 7             | —            | —        | —                        | —             | —              | —             | Türkei           | 5:1           | Vereinigte Staaten | 1:5           | ausgeschieden | ausgeschieden | ausgeschieden | ausgeschieden | 6    |

### Fechten
| Athleten                                                     | Wettbewerb         | Gruppenphase | Gruppenphase | 1. Runde      | 1. Runde | 2. Runde               | 2. Runde      | 3. Runde                | 3. Runde      | Achtelfinale    | Achtelfinale  | Viertelfinale | Viertelfinale | Halbfinale                    | Halbfinale    | Finale          | Finale        | Rang   |
| Athleten                                                     | Wettbewerb         | Bilanz       | Rang         | Gegner        | Erg.     | Gegner                 | Erg.          | Gegner                  | Erg.          | Gegner          | Erg.          | Gegner        | Erg.          | Gegner                        | Erg.          | Gegner          | Erg.          | Rang   |
| ------------------------------------------------------------ | ------------------ | ------------ | ------------ | ------------- | -------- | ---------------------- | ------------- | ----------------------- | ------------- | --------------- | ------------- | ------------- | ------------- | ----------------------------- | ------------- | --------------- | ------------- | ------ |
| Frauen                                                       |                    |              |              |               |          |                        |               |                         |               |                 |               |               |               |                               |               |                 |               |        |
| Lisa Löhr                                                    | Degen Einzel       | 5:1          | 3            | Freilos       | Freilos  | Pauline Heubi          | 11:10         | Anna Maksymenko         | 12:15         | ausgeschieden   | ausgeschieden | ausgeschieden | ausgeschieden | ausgeschieden                 | ausgeschieden | ausgeschieden   | ausgeschieden | 21     |
| Luise Ziegler                                                | Degen Einzel       | 5:0          | 1            | Freilos       | Freilos  | Kim Tae-hee            | 8:9           | ausgeschieden           | ausgeschieden | ausgeschieden   | ausgeschieden | ausgeschieden | ausgeschieden | ausgeschieden                 | ausgeschieden | ausgeschieden   | ausgeschieden | 33     |
| Alexandra Zittel                                             | Degen Einzel       | 6:0          | 1            | Freilos       | Freilos  | Iulia Izzo             | 12:11         | Mitva Chaudhari         | 15:11         | Anna Maksymenko | 9:15          | ausgeschieden | ausgeschieden | ausgeschieden                 | ausgeschieden | ausgeschieden   | ausgeschieden | 9      |
| Lara Goldmann                                                | Degen Einzel       | 3:3          | 2            | Freilos       | Freilos  | Anna Maksymenko        | 10:15         | ausgeschieden           | ausgeschieden | ausgeschieden   | ausgeschieden | ausgeschieden | ausgeschieden | ausgeschieden                 | ausgeschieden | ausgeschieden   | ausgeschieden | 51     |
| Marie Höfler                                                 | Florett Einzel     | 2:3          | 3            | —             | —        | Hio Lam Ku             | 15:3          | Lilli Brugger-Brandauer | 15:9          | Katherine Kim   | 6:15          | ausgeschieden | ausgeschieden | ausgeschieden                 | ausgeschieden | ausgeschieden   | ausgeschieden | 16     |
| Celia Hohenadel                                              | Florett Einzel     | 3:3          | 6            | —             | —        | Mária Nekifor          | 14:15         | ausgeschieden           | ausgeschieden | ausgeschieden   | ausgeschieden | ausgeschieden | ausgeschieden | ausgeschieden                 | ausgeschieden | ausgeschieden   | ausgeschieden | 36     |
| Anna Kothieringer                                            | Florett Einzel     | 3:3          | 3            | —             | —        | Freilos                | Freilos       | Daphne Chan             | 15:8          | Esther Bonny    | 10:15         | ausgeschieden | ausgeschieden | ausgeschieden                 | ausgeschieden | ausgeschieden   | ausgeschieden | 14     |
| Lara Witt                                                    | Florett Einzel     | 1:5          | 6            | —             | —        | ausgeschieden          | ausgeschieden | ausgeschieden           | ausgeschieden | ausgeschieden   | ausgeschieden | ausgeschieden | ausgeschieden | ausgeschieden                 | ausgeschieden | ausgeschieden   | ausgeschieden | 45     |
| Lena Stemper                                                 | Säbel Einzel       | 3:3          | 4            | —             | —        | Rishika Khajuria       | 15:5          | Chirika Takahashi       | 13:15         | ausgeschieden   | ausgeschieden | ausgeschieden | ausgeschieden | ausgeschieden                 | ausgeschieden | ausgeschieden   | ausgeschieden | 28     |
| Maris Kurzawa                                                | Säbel Einzel       | 3:33         | 5            | —             | —        | Aakhri Aakhri          | 14:15         | ausgeschieden           | ausgeschieden | ausgeschieden   | ausgeschieden | ausgeschieden | ausgeschieden | ausgeschieden                 | ausgeschieden | ausgeschieden   | ausgeschieden | 33     |
| Christine Weber                                              | Säbel Einzel       | 1:5          | 6            | —             | —        | ausgeschieden          | ausgeschieden | ausgeschieden           | ausgeschieden | ausgeschieden   | ausgeschieden | ausgeschieden | ausgeschieden | ausgeschieden                 | ausgeschieden | ausgeschieden   | ausgeschieden | 48     |
| Victoria Graudins                                            | Säbel Einzel       | 2:3          | 4            | —             | —        | Chloe Fox-Gitomer      | 11:15         | ausgeschieden           | ausgeschieden | ausgeschieden   | ausgeschieden | ausgeschieden | ausgeschieden | ausgeschieden                 | ausgeschieden | ausgeschieden   | ausgeschieden | 35     |
| Luise Ziegler Lara Goldmann Lisa Löhr Alexandra Zittel       | Degen Mannschaft   | —            | —            | —             | —        | —                      | —             | Freilos                 | Freilos       | Indien          | 45:21         | Italien       | 34:45         | Platz 5-8: Ungarn             | 36:45         | Platz 7: Japan  | 41:45         | 8      |
| Marie Höfler Celia Hohenadel Anna Kothieringer Lara Witt     | Florett Mannschaft | —            | —            | —             | —        | —                      | —             | —                       | —             | Spanien         | 45:19         | Frankreich    | 38:45         | Platz 5-8: Vereinigte Staaten | 45:33         | Platz 5: Polen  | 45:37         | 5      |
| Lena Stemper Victoria Graudins Maris Kurzawa Christine Weber | Säbel Mannschaft   | —            | —            | —             | —        | —                      | —             | —                       | —             | Türkei          | 42:45         | ausgeschieden | ausgeschieden | ausgeschieden                 | ausgeschieden | ausgeschieden   | ausgeschieden | 10     |
| Männer                                                       |                    |              |              |               |          |                        |               |                         |               |                 |               |               |               |                               |               |                 |               |        |
| Mika Ehringhaus                                              | Degen Einzel       | 2:4          | 5            | Tomas Geitung | 14:15    | ausgeschieden          | ausgeschieden | ausgeschieden           | ausgeschieden | ausgeschieden   | ausgeschieden | ausgeschieden | ausgeschieden | ausgeschieden                 | ausgeschieden | ausgeschieden   | ausgeschieden | 85     |
| Julius Ruppenthal                                            | Degen Einzel       | 2:4          | 4            | Leandro Sauri | 9:15     | ausgeschieden          | ausgeschieden | ausgeschieden           | ausgeschieden | ausgeschieden   | ausgeschieden | ausgeschieden | ausgeschieden | ausgeschieden                 | ausgeschieden | ausgeschieden   | ausgeschieden | 79     |
| Max Straub                                                   | Degen Einzel       | 5:1          | 1            | Freilos       | Freilos  | Maruan Osman-Touson    | 12:15         | ausgeschieden           | ausgeschieden | ausgeschieden   | ausgeschieden | ausgeschieden | ausgeschieden | ausgeschieden                 | ausgeschieden | ausgeschieden   | ausgeschieden | 38     |
| Michael Trebis                                               | Degen Einzel       | 4:2          | 4            | Freilos       | Freilos  | Matěj Salzer           | 15:11         | Naoshi Nakamoto         | 10:15         | ausgeschieden   | ausgeschieden | ausgeschieden | ausgeschieden | ausgeschieden                 | ausgeschieden | ausgeschieden   | ausgeschieden | 29     |
| Niklas Diestelkamp                                           | Florett Einzel     | 6:0          | 1            | —             | —        | Dario Stenbeck Schiavo | 15:9          | Damiano Di Veroli       | 9:15          | ausgeschieden   | ausgeschieden | ausgeschieden | ausgeschieden | ausgeschieden                 | ausgeschieden | ausgeschieden   | ausgeschieden | 9      |
| Jan Fritsche                                                 | Florett Einzel     | 3:2          | 2            | —             | —        | Adrien Helmy-Cocoynacq | 9:15          | ausgeschieden           | ausgeschieden | ausgeschieden   | ausgeschieden | ausgeschieden | ausgeschieden | ausgeschieden                 | ausgeschieden | ausgeschieden   | ausgeschieden | 41     |
| Moritz Renner                                                | Florett Einzel     | 5:1          | 1            | —             | —        | Freilos                | Freilos       | Mateusz Kwiatkowski     | 15:8          | Oscar Geudvert  | 13:15         | ausgeschieden | ausgeschieden | ausgeschieden                 | ausgeschieden | ausgeschieden   | ausgeschieden | 11     |
| Nils Fabinger                                                | Florett Einzel     | 5:1          | 2            | —             | —        | Freilos                | Freilos       | Oscar Geudvert          | 6:15          | ausgeschieden   | ausgeschieden | ausgeschieden | ausgeschieden | ausgeschieden                 | ausgeschieden | ausgeschieden   | ausgeschieden | 21     |
| Jarl Kürbis                                                  | Säbel Einzel       | 2:4          | 6            | —             | —        | ausgeschieden          | ausgeschieden | ausgeschieden           | ausgeschieden | ausgeschieden   | ausgeschieden | ausgeschieden | ausgeschieden | ausgeschieden                 | ausgeschieden | ausgeschieden   | ausgeschieden | 49     |
| Andreas Müller                                               | Säbel Einzel       | 2:4          | 5            | —             | —        | Eric Seefeld           | 15:13         | Carlos Flórez           | 14:15         | ausgeschieden   | ausgeschieden | ausgeschieden | ausgeschieden | ausgeschieden                 | ausgeschieden | ausgeschieden   | ausgeschieden | 32     |
| Moritz Schenkel                                              | Säbel Einzel       | 6:0          | 1            | —             | —        | Freilos                | Freilos       | Benedek Vigh            | 15:13         | Bexultan Absal  | 15:12         | Park Jung-ho  | 15:14         | Park Sang-won                 | 9:15          | ausgeschieden   | ausgeschieden | Bronze |
| Eric Seefeld                                                 | Säbel Einzel       | 4:2          | 1            | —             | —        | Andreas Müller         | 13:15         | ausgeschieden           | ausgeschieden | ausgeschieden   | ausgeschieden | ausgeschieden | ausgeschieden | ausgeschieden                 | ausgeschieden | ausgeschieden   | ausgeschieden | 33     |
| Mika Ehringhaus Julius Ruppenthal Max Straub Michael Trebis  | Degen Mannschaft   | —            | —            | —             | —        | —                      | —             | Südafrika               | 38:45         | ausgeschieden   | ausgeschieden | ausgeschieden | ausgeschieden | ausgeschieden                 | ausgeschieden | ausgeschieden   | ausgeschieden | 18     |
| Niklas Diestelkamp Jan Fritsche Moritz Renner Nils Fabinger  | Florett Mannschaft | —            | —            | —             | —        | —                      | —             | Freilos                 | Freilos       | Niederlande     | 44:28         | Polen         | 39:45         | Platz 5-8: Chinesisch Taipeh  | 45:37         | Platz 5: Ungarn | 19:45         | 6      |
| Jarl Kürbis Andreas Müller Moritz Schenkel Eric Seefeld      | Säbel Mannschaft   | —            | —            | —             | —        | —                      | —             | —                       | —             | Türkei          | 45:43         | Südkorea      | 32:45         | Platz 5-8: Aserbaidschan      | 45:26         | Platz 5: Polen  | 45:44         | 5      |

### Judo
| Athleten                                                                                | Wettbewerb         | Letzte 64 | Letzte 64 | Letzte 32        | Letzte 32 | Achtelfinale          | Achtelfinale  | Viertelfinale      | Viertelfinale | Halbfinale/Hoffnungsrunde        | Halbfinale/Hoffnungsrunde | Finale/Platz 3                           | Finale/Platz 3 | Rang          |
| Athleten                                                                                | Wettbewerb         | Gegner    | Erg.      | Gegner           | Erg.      | Gegner                | Erg.          | Gegner             | Erg.          | Gegner                           | Erg.                      | Gegner                                   | Erg.           | Rang          |
| --------------------------------------------------------------------------------------- | ------------------ | --------- | --------- | ---------------- | --------- | --------------------- | ------------- | ------------------ | ------------- | -------------------------------- | ------------------------- | ---------------------------------------- | -------------- | ------------- |
| Frauen                                                                                  |                    |           |           |                  |           |                       |               |                    |               |                                  |                           |                                          |                |               |
| Helen Habib                                                                             | Klasse bis 48 kg   | —         | —         | Kaycie Tanimoto  | 100 : 000 | Konul Aliyeva         | 100 : 010     | Laziza Haydarova   | 002 : 102     | Hoffnungsrunde: Diana Burkeyeva  | 100 : 000                 | Kampf um Bronze: Zilan Ertem             | 102 : 001      | Bronze        |
| Chiara Serra                                                                            | Klasse bis 52 kg   | —         | —         | Gabriela Souza   | 000 : 100 | ausgeschieden         | ausgeschieden | ausgeschieden      | ausgeschieden | ausgeschieden                    | ausgeschieden             | ausgeschieden                            | ausgeschieden  | ausgeschieden |
| Laila Göbel                                                                             | Klasse bis 57 kg   | —         | —         | Róza Gyertyás    | 000 : 100 | ausgeschieden         | ausgeschieden | ausgeschieden      | ausgeschieden | ausgeschieden                    | ausgeschieden             | ausgeschieden                            | ausgeschieden  | ausgeschieden |
| Viktoria Folger                                                                         | Klasse bis 63 kg   | —         | —         | Freilos          | Freilos   | Lisa Grabner          | 010 : 000     | Laura Fazliu       | 000 : 110     | Hoffnungsrunde: Brigitta Varga   | 100 : 000                 | Kampf um Bronze: Renata Zachová          | 000 : 010      | 5             |
| Samira Bock                                                                             | Klasse bis 70 kg   | —         | —         | Lucie Zárybnická | 100 : 000 | Aytaj Gardashkhanli   | 100 : 000     | Fidan Ögel         | 101 : 000     | Taís Pina                        | 100 : 000                 | Rin Maeda                                | 000 : 100      | Silber        |
| Anna Monta Olek                                                                         | Klasse bis 78 kg   | —         | —         | Freilos          | Freilos   | Mizuki Sugimura       | 100 : 000     | Vicky Verschaere   | 010 : 000     | Kaila Issoufi                    | 100 : 001                 | Beatriz Furatdo                          | 020 : 000      | Gold          |
| Männer                                                                                  |                    |           |           |                  |           |                       |               |                    |               |                                  |                           |                                          |                |               |
| Nicolas Kutscher                                                                        | Klasse bis 60 kg   | —         | —         | Chhvin Chheav    | 100 : 000 | Aman Bakytzhan        | 000 : 100     | ausgeschieden      | ausgeschieden | ausgeschieden                    | ausgeschieden             | ausgeschieden                            | ausgeschieden  | ausgeschieden |
| David Ickes                                                                             | Klasse bis 66 kg   | Freilos   | Freilos   | Juan Ayala       | 010 : 000 | Abrek Nagutschew      | 000 : 001     | ausgeschieden      | ausgeschieden | ausgeschieden                    | ausgeschieden             | ausgeschieden                            | ausgeschieden  | ausgeschieden |
| Kevin Abeltshauser                                                                      | Klasse bis 73 kg   | —         | —         | Kevin Kammoun    | 110 : 000 | Ryuga Tanaka          | 110 : 000     | ausgeschieden      | ausgeschieden | ausgeschieden                    | ausgeschieden             | ausgeschieden                            | ausgeschieden  | ausgeschieden |
| Lennart Slamberger                                                                      | Klasse bis 81 kg   | —         | —         | Johan Silot      | 000 : 100 | ausgeschieden         | ausgeschieden | ausgeschieden      | ausgeschieden | ausgeschieden                    | ausgeschieden             | ausgeschieden                            | ausgeschieden  | ausgeschieden |
| Lasse Schriever                                                                         | Klasse bis 90 kg   | —         | —         | Radomír Musil    | 000 : 001 | ausgeschieden         | ausgeschieden | ausgeschieden      | ausgeschieden | ausgeschieden                    | ausgeschieden             | ausgeschieden                            | ausgeschieden  | ausgeschieden |
| Kilian Kappelmeier                                                                      | Klasse bis 100 kg  | —         | —         | Román Amaro      | 010 : 000 | Muchammed-Ali Matajew | Ippon         | Bakzhan Baitas     | 101 : 000     | Nika Charasischwili              | 000 : 100                 | Kampf um Bronze: Alexandru-Călin Sibișan | 000 : 001      | 5             |
| Marvin Belz                                                                             | Klasse über 100 kg | —         | —         | Andrew Williams  | 100 : 000 | Diego Diezma          | 020 : 000     | Waleri Jendowitski | 100 : 000     | Hoffnungsrunde: Giannis Antoniou | 000 : 001                 | ausgeschieden                            | ausgeschieden  | 7             |
| Mixed                                                                                   |                    |           |           |                  |           |                       |               |                    |               |                                  |                           |                                          |                |               |
| Marvin Belz Chiara Serra Kevin Abeltshauser Samira Bock Lasse Schriever Anna Monta Olek | Mixed Team         | —         | —         | Freilos          | Freilos   | Kasachstan            | 3:4           | ausgeschieden      | ausgeschieden | ausgeschieden                    | ausgeschieden             | ausgeschieden                            | ausgeschieden  | 9             |

### Leichtathletik
Laufen und Gehen
| Athleten                                                                                          | Wettbewerb             | Vorlauf      | Vorlauf | Halbfinale  | Halbfinale | Finale        | Finale        | Rang   |
| Athleten                                                                                          | Wettbewerb             | Zeit         | Rang    | Zeit        | Rang       | Zeit          | Rang          | Rang   |
| ------------------------------------------------------------------------------------------------- | ---------------------- | ------------ | ------- | ----------- | ---------- | ------------- | ------------- | ------ |
| Frauen                                                                                            |                        |              |         |             |            |               |               |        |
| Annkathrin Hoven                                                                                  | 400 m                  | 53,35 s      | 8       | 52,95 s     | 11         | ausgeschieden | ausgeschieden | 11     |
| Jana Lakner                                                                                       | 400 m                  | 52,26 s      | 1       | 52,37 s     | 2          | 52,57 s       | 5             | 5      |
| Smilla Kolbe                                                                                      | 800 m                  | 2:05,66 min  | 14      | 2:01,89 min | 3          | 2:01,42 min   | 5             | 5      |
| Carolina Schäfer                                                                                  | 5000 m                 | 1:55,69 min  | 4       | —           | —          | 15:41,82 min  | 7             | 7      |
| Pia Schlattmann                                                                                   | 5000 m                 | 16:34,23 min | 19      | —           | —          | 15:40,19 min  | 5             | 5      |
| Kira Weis                                                                                         | 10.000 m               | —            | —       | —           | —          | DNF           | DNF           | DNF    |
| Mia Jurenka                                                                                       | Halbmarathon           | —            | —       | —           | —          | 1:13,42 h     | 6             | 6      |
| Rosina Schneider                                                                                  | 100 m Hürden           | 13,18 s      | 11      | 13,27 s     | 15         | ausgeschieden | ausgeschieden | 15     |
| Franziska Schuster                                                                                | 100 m Hürden           | 13,13 s      | 8       | 12,92 s     | 2          | 13,03 s       | 6             | 6      |
| Yasmin Amaadacho                                                                                  | 400 m Hürden           | 56,96 s      | 8       | 56,60 s     | 6          | 56,05 s       | 4             | 4      |
| Sabrina Heil                                                                                      | 400 m Hürden           | 57,19 s      | 13      | 58,02 s     | 21         | ausgeschieden | ausgeschieden | 21     |
| Adia Budde                                                                                        | 3000 m Hindernis       | 9:59,52 min  | 7       | —           | —          | 9:33,34 min   | 3             | Bronze |
| Carolin Hinrichs                                                                                  | 3000 m Hindernis       | 10:09,98 min | 14      | —           | —          | 9:57,09 min   | 12            | 12     |
| Ada Junghannß                                                                                     | 20 km Gehen            | —            | —       | —           | —          | 1:38:20 min   | 17            | 17     |
| Tabea Kiefer                                                                                      | 20 km Gehen            | —            | —       | —           | —          | 1:41:20 min   | 21            | 21     |
| Louise Wieland Talea Prepens Svenja Pfetsch Jolina Ernst                                          | 4 × 100 m              | 43,58 s      | 1       | —           | —          | 43,60 s       | 3             | Bronze |
| Vivienne Morgenstern Mona Mayer Sabrina Heil Yasmin Amaadacho (Finale) Jenna Feyerabend (Vorlauf) | 4 × 400 m              | 3:36,31 min  | 5       | —           | —          | 3:29,68 min   | 1             | Gold   |
| Männer                                                                                            |                        |              |         |             |            |               |               |        |
| Maurice Grahl                                                                                     | 100 m                  | 10,61 s      | 15      | 10,68 s     | 20         | ausgeschieden | ausgeschieden | 20     |
| Lukas Ehrle                                                                                       | 10.000 m               | —            | —       | —           | —          | 29:55,97 min  | 19            | 18     |
| Artur Beimler                                                                                     | Halbmarathon           | —            | —       | —           | —          | 1:05:32 h     | 11            | 11     |
| Jassam Abu El Wafa                                                                                | 20 km Gehen            | —            | —       | —           | —          | 1:24:56 h     | 15            | 15     |
| Johannes Frenzl                                                                                   | 20 km Gehen            | —            | —       | —           | —          | 1:24:12 h     | 14            | 14     |
| Frederick Weigel                                                                                  | 20 km Gehen            | —            | —       | —           | —          | 1:23:20 h     | 13            | 13     |
| Felix Frühn Fabian Olbert Eddie Reddemann Luka Herden                                             | 4 × 100 m              | 39,63 s      | 5       | —           | —          | 39,46 s       | 6             | 6      |
| Jassam Abu El Wafa Johannes Frenzl Frederick Weigel                                               | 20 km Gehen Mannschaft | —            | —       | —           | —          | 4:12:28 h     | 4             | 4      |

Springen und Werfen
| Athleten             | Wettbewerb     | Qualifikation | Qualifikation | Finale        | Finale        | Rang   |
| Athleten             | Wettbewerb     | Weite/Höhe    | Rang          | Weite/Höhe    | Rang          | Rang   |
| -------------------- | -------------- | ------------- | ------------- | ------------- | ------------- | ------ |
| Frauen               |                |               |               |               |               |        |
| Bianca Stichling     | Hochsprung     | 1,81 m        | 1             | 1,81 m        | 8             | 8      |
| Chiara Sistermann    | Stabhochsprung | 4,05 m        | 13            | ausgeschieden | ausgeschieden | 13     |
| Samira Attermeyer    | Weitsprung     | 6,22 m        | 10            | DNS           | DNS           | DNS    |
| Finja Köchling       | Weitsprung     | 6,03 m        | 19            | ausgeschieden | ausgeschieden | 19     |
| Caroline Joyeux      | Dreisprung     | DNS           | DNS           | ausgeschieden | ausgeschieden | DNS    |
| Sarah-Michelle Kudla | Dreisprung     | 13,67 m       | 2             | 13,50 m       | 5             | 5      |
| Samantha Borutta     | Hammerwurf     | 65,06 m       | 9             | 67,35 m       | 4             | 4      |
| Aileen Kuhn          | Hammerwurf     | 69,20 m       | 3             | 67,02 m       | 5             | 5      |
| Antonia Kinzel       | Diskuswurf     | 57,36 m       | 3             | 58,43 m       | 3             | Bronze |
| Joyce Oguama         | Diskuswurf     | 54,88 m       | 6             | 58,07 m       | 5             | 5      |
| Julia Ulbricht       | Speerwurf      | 55,27         | 5             | 56,07 m       | 5             | 5      |
| Männer               |                |               |               |               |               |        |
| Simon Batz           | Weitsprung     | 7,89 m        | 2             | 7,87 m        | 4             | 4      |
| Luka Herden          | Weitsprung     | 7,96 m        | 1             | 7,96 m        | 3             | Bronze |
| Tizian Lauria        | Kugelstoßen    | 19,09 m       | 5             | 19,66 m       | 5             | 5      |
| Kevin Reim           | Kugelstoßen    | 18,43 m       | 8             | 18,34 m       | 10            | 10     |
| Merlin Hummel        | Hammerwurf     | 75,76 m       | 1             | 77,03 m       | 2             | Silber |
| Mika Sosna           | Diskuswurf     | 61,33 m       | 1             | 64,26 m       | 1             | Gold   |
| Steven Richter       | Diskuswurf     | 61,15 m       | 2             | 61,77 m       | 2             | Silber |
| Nick Thumm           | Speerwurf      | 75,39 m       | 3             | 78,47 m       | 2             | Silber |

Mehrkampf 
| Athletinnen      | 100 m Hürden | 100 m Hürden | Hochsprung | Hochsprung | Kugelstoßen | Kugelstoßen | 200 m | 200 m  | Weitsprung | Weitsprung | Speerwurf | Speerwurf | 800 m       | 800 m  | Punkte | Rang |
| Athletinnen      | Zeit         | Punkte       | Höhe       | Punkte     | Weite       | Punkte      | Zeit  | Punkte | Weite      | Punkte     | Weite     | Punkte    | Zeit        | Punkte | Punkte | Rang |
| ---------------- | ------------ | ------------ | ---------- | ---------- | ----------- | ----------- | ----- | ------ | ---------- | ---------- | --------- | --------- | ----------- | ------ | ------ | ---- |
| Siebenkampf      |              |              |            |            |             |             |       |        |            |            |           |           |             |        |        |      |
| Jenna Feyerabend | 14,27 s      | 941          | 1,71 m     | 867        | 12,93 m     | 723         | 26,83 | 726    | 5,52 m     | 7          | 41,67 m   | 699       | 2:21,02 min | 810    | 5472   | 11   |

### Rudern
| Athleten | Wettbewerb             | Vorlauf     | Vorlauf | Vorlauf       | Viertelfinale | Viertelfinale | Viertelfinale | Halbfinale  | Halbfinale | Halbfinale    | Finale      | Finale | Rang   |
| Athleten | Wettbewerb             | Zeit        | Rang    | Qualifikation | Zeit          | Rang          | Qualifikation | Zeit        | Rang       | Qualifikation | Zeit        | Rang   | Rang   |
| --- | ---------------------- | ----------- | ------- | ------------- | ------------- | ------------- | ------------- | ----------- | ---------- | ------------- | ----------- | ------ | ------ |
| Frauen |                        |             |         |               |               |               |               |             |            |               |             |        |        |
| Alexandra Föster | Einer                  | 7:58,44 min | 1       | Viertelfinale | 8:57,61 min   | 1             | A-Halbfinale  | 7:52,51 min | 1          | A-Finale      | 8:21,09 min | 2      | Silber |
| Malin von der Aue Andra Aumann | Zweier ohne Steuerfrau | 7:47,25 min | 3       | Halbfinale    | —             | —             | —             | 8:00,24 min | 5          | B-Finale      | 7:42,67 min | 3      | 9      |
| Lene Mührs Paula Hartmann Olivia Clotten Luise Bachmann                                                                                    | Vierer ohne Steuerfrau | 6:55,65 min | 1       | A-Finale      | —             | —             | —             | —           | —          | —             | 7:06,67 min | 2      | Silber |
| Tabea Kuhnert Katharina Bauer Olivia Clotten Judith Guhse Luise Bachmann Paula Hartmann Paula Gerundt Lene Mührs Florian Koch (Steuermann) | Achter                 | 6:40,46 min | 2       | Finale        | —             | —             | —             | —           | —          | —             | 6:53,08 min | 4      | 4      |
| Männer |                        |             |         |               |               |               |               |             |            |               |             |        |        |
| Jonas Gelsen | Einer                  | 7:22,03 min | 2       | Viertelfinale | 7:43,15 min   | 1             | Halbfinale    | 7:02,99 min | 1          | A-Finale      | 7:41,54 min | 5      | 5      |
| Tom Tewes Mark Hinrichs | Zweier ohne Steuermann | 6:50,20 min | 2       | Halbfinale    | —             | —             | —             | 6:53,76 min | 3          | A-Finale      | 7:08,77 min | 5      | 5      |
| Moritz Küpper Arno Gaus | Doppelzweier           | 6:39,88 min | 3       | Halbfinale    | —             | —             | —             | 6:32,88 min | 4          | B-Finale      | 6:51,04 min | 1      | 7      |
| Nils von Bülow Simon Haible Nikita Mohr Jakob Waldhelm                                                                                     | Vierer ohne Steuermann | 6:27,28 min | 1       | Halbfinale    | —             | —             | —             | 6:16,83 min | 2          | A-Finale      | 6:31,32 min | 5      | 5      |
| Jannik Metzger Leonard Brahms Tom Tewes Mark Hinrichs Ben Gebauer Julian Garth Jasper Angl Julius Kaim Till Martini (Steuermann)           | Achter                 | 5:55,53 min | 1       | Finale        | —             | —             | —             | —           | —          | —             | 5:58,76 min | 4      | 4      |
| Mixed |                        |             |         |               |               |               |               |             |            |               |             |        |        |
| Tjorven Schneider Oskar Kroglowski Sydney Garbers Helena Brenke                                                                            | Doppelvierer           | 6:20,53 min | 1       | A-Finale      | —             | —             | —             | —           | —          | —             | 6:40,12 min | 2      | Silber |

### Schwimmen
| Athleten                                                | Wettbewerb          | Vorlauf      | Vorlauf | Halbfinale    | Halbfinale    | Finale        | Finale        | Rang   |
| Athleten                                                | Wettbewerb          | Zeit         | Rang    | Zeit          | Rang          | Zeit          | Rang          | Rang   |
| ------------------------------------------------------- | ------------------- | ------------ | ------- | ------------- | ------------- | ------------- | ------------- | ------ |
| Frauen                                                  |                     |              |         |               |               |               |               |        |
| Nicole Maier                                            | 100 m Freistil      | 55,98 s      | 12      | 55,53 s       | 12            | ausgeschieden | ausgeschieden | 12     |
| Nicole Maier                                            | 200 m Freistil      | 2:00,17 min  | 3       | 1:59,22 min   | 7             | 1:58,76 min   | 6             | 6      |
| Nicole Maier                                            | 400 m Freistil      | 4:19,84 min  | 20      | —             | —             | ausgeschieden | ausgeschieden | 20     |
| Marian Plöger                                           | 400 m Freistil      | 4:20,36 min  | 21      | —             | —             | ausgeschieden | ausgeschieden | 21     |
| Marian Plöger                                           | 800 m Freistil      | 8:41,71 min  | 10      | —             | —             | ausgeschieden | ausgeschieden | 10     |
| Marian Plöger                                           | 1500 m Freistil     | 16:41,65 min | 7       | —             | —             | 16:31,98 min  | 6             | 6      |
| Kim Herkle                                              | 100 m Brust         | 1:11,25 min  | 20      | ausgeschieden | ausgeschieden | ausgeschieden | ausgeschieden | 20     |
| Kim Herkle                                              | 200 m Brust         | 2:29,22 min  | 2       | 2:29,28 min   | 9             | ausgeschieden | ausgeschieden | 9      |
| Kim Herkle                                              | 200 m Lagen         | 2:17,03 min  | 13      | 2:17,24 min   | 15            | ausgeschieden | ausgeschieden | 15     |
| Kim Herkle                                              | 400 m Lagen         | 4:49,01 min  | 9       | —             | —             | ausgeschieden | ausgeschieden | 9      |
| Männer                                                  |                     |              |         |               |               |               |               |        |
| Ole Eidam                                               | 50 m Freistil       | 22,38 s      | 8       | 22,42 s       | 10            | ausgeschieden | ausgeschieden | 10     |
| Ole Eidam                                               | 100 m Freistil      | 49,14 s      | 7       | 49,06 s       | 8             | 48,80 s       | 5             | 5      |
| Ole Eidam                                               | 50 m Schmetterling  | 23,33 s      | 1       | 23,24 s       | 2             | 23,55 s       | 4             | 4      |
| Ole Eidam                                               | 100 m Schmetterling | 52,12 s      | 2       | 52,03 s       | 2             | 52,31 s       | 6             | 6      |
| Moritz Schaller                                         | 50 m Freistil       | 22,68 s      | 14      | 22,57 s       | 12            | ausgeschieden | ausgeschieden | 12     |
| Moritz Schaller                                         | 100 m Freistil      | 50,31 s      | 34      | ausgeschieden | ausgeschieden | ausgeschieden | ausgeschieden | 34     |
| Philipp Peschke                                         | 200 m Freistil      | 1:49,30 min  | 12      | 1:48,51 min   | 11            | ausgeschieden | ausgeschieden | 11     |
| Simon Reinke                                            | 400 m Freistil      | 3:54,11 min  | 12      | —             | —             | ausgeschieden | ausgeschieden | 12     |
| Simon Reinke                                            | 800 m Freistil      | 8:03,45 min  | 7       | —             | —             | 8:01,16 min   | 6             | 6      |
| Simon Reinke                                            | 1500 m Freistil     | 15:29,96 min | 9       | —             | —             | ausgeschieden | ausgeschieden | 9      |
| Jeremias Pock                                           | 50 m Brust          | 27,92 s      | 13      | 27,53 s       | 3             | 27,65 s       | 5             | 5      |
| Jeremias Pock                                           | 100 m Brust         | 1:01,20 min  | 11      | 1:01,36 min   | 14            | ausgeschieden | ausgeschieden | 14     |
| Jeremias Pock                                           | 200 m Brust         | 2:13,21 min  | 5       | 2:12,26 min   | 9             | ausgeschieden | ausgeschieden | 9      |
| Jeremias Pock                                           | 200 m Lagen         | 2:00,35 min  | 6       | 2:00,62 min   | 9             | ausgeschieden | ausgeschieden | 9      |
| Jeremias Pock                                           | 400 m Lagen         | 4:26,19 min  | 12      | —             | —             | ausgeschieden | ausgeschieden | 12     |
| Cornelius Jahn                                          | 50 m Rücken         | 25,73 s      | 15      | 25,60 s       | 15            | ausgeschieden | ausgeschieden | 15     |
| Cornelius Jahn                                          | 100 m Rücken        | 54,87 s      | 10      | 54,72 s       | 10            | ausgeschieden | ausgeschieden | 10     |
| Cornelius Jahn                                          | 200 m Rücken        | 2:02,55 min  | 20      | ausgeschieden | ausgeschieden | ausgeschieden | ausgeschieden | 20     |
| Oskar Schildknecht                                      | 50 m Rücken         | 26,00 s      | 19      | ausgeschieden | ausgeschieden | ausgeschieden | ausgeschieden | 19     |
| Oskar Schildknecht                                      | 100 m Rücken        | 55,89 s      | 21      | ausgeschieden | ausgeschieden | ausgeschieden | ausgeschieden | 21     |
| Oskar Schildknecht                                      | 200 m Rücken        | DNS          | DNS     | ausgeschieden | ausgeschieden | ausgeschieden | ausgeschieden | DNS    |
| Björn Kammann                                           | 50 m Schmetterling  | 23,53 s      | 3       | 23,67 s       | 6             | 23,68 s       | 7             | 7      |
| Björn Kammann                                           | 100 m Schmetterling | 51,94 s      | 1       | 52,24 s       | 5             | 51,70 s       | 2             | Silber |
| Björn Kammann                                           | 200 m Schmetterling | 1:58,63 min  | 10      | 1:58,60 min   | 13            | ausgeschieden | ausgeschieden | 13     |
| Moritz Schaller Philipp Peschke Ole Eidam Björn Kammann | 4 × 100 m Freistil  | 3:17,76 min  | 1       | —             | —             | 3:16,07 min   | 6             | 6      |
| Cornelius Jahn Björn Kammann Ole Eidam Jeremias Pock    | 4 × 100 m Lagen     | 3:37,44 min  | 2       | —             | —             | 3:36,47 min   | 6             | 6      |
| Mixed                                                   |                     |              |         |               |               |               |               |        |
| Cornelius Jahn Kim Herkle Ole Eidam Nicole Maier        | 4 × 100 m Lagen     | 3:51,13 min  | 4       | —             | —             | 3:51,13 min   | 6             | 6      |

### Taekwondo
| Athleten                                               | Wettbewerb         | Vorrunde | Vorrunde | 1. Runde          | 1. Runde      | Achtelfinale         | Achtelfinale  | Viertelfinale     | Viertelfinale | Halbfinale         | Halbfinale    | Finale        | Finale        | Rang          |
| Athleten                                               | Wettbewerb         | Gegner   | Erg.     | Gegner            | Erg.          | Gegner               | Erg.          | Gegner            | Erg.          | Gegner             | Erg.          | Gegner        | Erg.          | Rang          |
| ------------------------------------------------------ | ------------------ | -------- | -------- | ----------------- | ------------- | -------------------- | ------------- | ----------------- | ------------- | ------------------ | ------------- | ------------- | ------------- | ------------- |
| Frauen                                                 |                    |          |          |                   |               |                      |               |                   |               |                    |               |               |               |               |
| Helin Kodaman                                          | Klasse bis 46 kg   | —        | —        | Freilos           | Freilos       | Anika Anika          | 0:2           | ausgeschieden     | ausgeschieden | ausgeschieden      | ausgeschieden | ausgeschieden | ausgeschieden | 9             |
| Supharada Kisskalt                                     | Klasse bis 49 kg   | —        | —        | Freilos           | Freilos       | Dilnoza Tangirova    | 2:0           | Sofía García      | 2:0           | Kamonchanok Seeken | 2:1           | Ma Jingyue    | 0:2           | Silber        |
| Adiba Asimi                                            | Klasse bis 53 kg   | —        | —        | Miley Guanga      | 0:2           | ausgeschieden        | ausgeschieden | ausgeschieden     | ausgeschieden | ausgeschieden      | ausgeschieden | ausgeschieden | ausgeschieden | 17            |
| Jessica Wolf                                           | Klasse bis 57 kg   | Freilos  | Freilos  | Shahd El-Hosseiny | 2:0           | Nikol Lisowska       | 0:2           | ausgeschieden     | ausgeschieden | ausgeschieden      | ausgeschieden | ausgeschieden | ausgeschieden | 9             |
| Laura Goebel                                           | Klasse bis 62 kg   | —        | —        | Freilos           | Freilos       | Diyorakhon Azizova   | 0:2           | ausgeschieden     | ausgeschieden | ausgeschieden      | ausgeschieden | ausgeschieden | ausgeschieden | 9             |
| Emily Hörmann                                          | Klasse bis 73 kg   | —        | —        | —                 | —             | Etisha Das           | 2:0           | Mikaella Oliveira | 0:2           | ausgeschieden      | ausgeschieden | ausgeschieden | ausgeschieden | 5             |
| Esmeralda Husović                                      | Klasse über 73 kg  | —        | —        | Freilos           | Freilos       | Chin I-chun          | 0:1           | ausgeschieden     | ausgeschieden | ausgeschieden      | ausgeschieden | ausgeschieden | ausgeschieden | 9             |
| Adina Machwirth                                        | Poomsae            | —        | —        | Marisa Arellano   | 8,682 : 8,449 | Carolina de Almeida  | 8,799 : 8,933 | —                 | —             | —                  | —             | —             | —             | 7             |
| Anna Siepmann Leah Lawall Adina Machwirth              | Poomsae Mannschaft | —        | —        | —                 | —             | Singapur             | 8,399 : 8,316 | —                 | —             | —                  | —             | –             | 8,366         | Bronze        |
| Jessica Wolf Emily Hörmann Helin Kodaman               | Kyorugi Mannschaft | —        | —        | Freilos           | Freilos       | Kasachstan           | 0:2           | ausgeschieden     | ausgeschieden | ausgeschieden      | ausgeschieden | ausgeschieden | ausgeschieden | 9             |
| Männer                                                 |                    |          |          |                   |               |                      |               |                   |               |                    |               |               |               |               |
| Takrim Mirza                                           | Klasse bis 54 kg   | —        | —        | Haji Okwato       | 2:0           | Alihn Kuru           | 0:2           | ausgeschieden     | ausgeschieden | ausgeschieden      | ausgeschieden | ausgeschieden | ausgeschieden | 9             |
| Jona Pörsch                                            | Klasse bis 68 kg   | —        | —        | Vagif Hajiyev     | 2:1           | Stefan Stamenow      | 0:2           | ausgeschieden     | ausgeschieden | ausgeschieden      | ausgeschieden | ausgeschieden | ausgeschieden | 9             |
| Elia Pörsch                                            | Klasse bis 74 kg   | —        | —        | Nijat Ismayilzada | 0:2           | ausgeschieden        | ausgeschieden | ausgeschieden     | ausgeschieden | ausgeschieden      | ausgeschieden | ausgeschieden | ausgeschieden | 17            |
| Kaan Gümüs                                             | Klasse bis 80 kg   | —        | —        | Taleh Suleymanov  | 0:2           | ausgeschieden        | ausgeschieden | ausgeschieden     | ausgeschieden | ausgeschieden      | ausgeschieden | ausgeschieden | ausgeschieden | 9             |
| Vincent Hörmann                                        | Klasse bis 87 kg   | —        | —        | Vito Krpan        | 0:2           | ausgeschieden        | ausgeschieden | ausgeschieden     | ausgeschieden | ausgeschieden      | ausgeschieden | ausgeschieden | ausgeschieden | 9             |
| Emir Erdemir                                           | Poomsae            | —        | —        | Freilos           | Freilos       | Muhammad Mohd Soupie | 8,766 : 8,632 | —                 | —             | —                  | —             | —             | —             | 8             |
| Emir Erdemir Ken-Ievan Jordt Fabian Reich              | Poomsae Mannschaft | —        | —        | —                 | —             | —                    | —             | —                 | —             | —                  | —             | –             | 8,249         | 7             |
| Takrim Mirza Vincent Hörmann Elia Pörsch               | Kyorugi Mannschaft | —        | —        | Armenien          | 0:2           | ausgeschieden        | ausgeschieden | ausgeschieden     | ausgeschieden | ausgeschieden      | ausgeschieden | ausgeschieden | ausgeschieden | 17            |
| Mixed                                                  |                    |          |          |                   |               |                      |               |                   |               |                    |               |               |               |               |
| Rebekka Hartok Fabian Reich                            | Poomsae Mannschaft | —        | —        | Frankreich        | 8,066 : 8,282 | ausgeschieden        | ausgeschieden | —                 | —             | —                  | —             | ausgeschieden | ausgeschieden | ausgeschieden |
| Laura Goebel Kaan Gümüs Jona Pörsch Supharada Kisskalt | Kyorugi Mannschaft | —        | —        | Freilos           | Freilos       | Türkei               | 2:1           | Türkei            | 2.0           | Usbekistan         | 0:2           | ausgeschieden | ausgeschieden | Bronze        |

### Tennis
| Athleten                     | Wettbewerb | Letzte 128 | Letzte 128 | Letzte 64        | Letzte 64 | Letzte 32                 | Letzte 32 | Achtelfinale               | Achtelfinale  | Viertelfinale    | Viertelfinale | Halbfinale    | Halbfinale    | Finale        | Finale        | Rang          |
| Athleten                     | Wettbewerb | Gegner     | Ergebnis   | Gegner           | Ergebnis  | Gegner                    | Ergebnis  | Gegner                     | Ergebnis      | Gegner           | Ergebnis      | Gegner        | Ergebnis      | Gegner        | Ergebnis      | Rang          |
| ---------------------------- | ---------- | ---------- | ---------- | ---------------- | --------- | ------------------------- | --------- | -------------------------- | ------------- | ---------------- | ------------- | ------------- | ------------- | ------------- | ------------- | ------------- |
| Frauen                       |            |            |            |                  |           |                           |           |                            |               |                  |               |               |               |               |               |               |
| Sina Herrmann                | Einzel     | —          | —          | Constanza Millas | 2:0       | Alexandra Biot            | 1:0 (r)   | Yao Xinxin                 | 2:0           | Vaishnavi Adkar  | 0:2           | ausgeschieden | ausgeschieden | ausgeschieden | ausgeschieden | 5             |
| Gina Dittmann                | Einzel     | —          | —          | Delien Kleinhans | 2:0       | Lin Fang-an               | 2:1       | Aneta Kučmová              | 2:0           | Jana Otzipka     | 0:2           | ausgeschieden | ausgeschieden | ausgeschieden | ausgeschieden | 5             |
| Anastasia Simonov            | Einzel     | —          | —          | —                | —         | Trostrunde: Lily Taylor   | 2:0       | Trostrunde: Sophie Lüscher | 1:2           | ausgeschieden    | ausgeschieden | ausgeschieden | ausgeschieden | ausgeschieden | ausgeschieden | ausgeschieden |
| Gina Dittmann Sina Herrmann  | Doppel     | —          | —          | —                | —         | Lozano / Millas           | 2:0       | Ronde / Choudhury          | 2:0           | Li / Lin         | 0:2           | ausgeschieden | ausgeschieden | ausgeschieden | ausgeschieden | 5             |
| Männer                       |            |            |            |                  |           |                           |           |                            |               |                  |               |               |               |               |               |               |
| Nino Toto                    | Einzel     | Freilos    | Freilos    | Amir Milushev    | 1:2       | Trostrunde: Martin Idrovo | 2:0       | Trostrunde: Jeremy Jin     | 0:2           | ausgeschieden    | ausgeschieden | ausgeschieden | ausgeschieden | ausgeschieden | ausgeschieden | ausgeschieden |
| Alessio Vasquez              | Einzel     | Freilos    | Freilos    | Jason Fogle      | 2:0       | Mert Alkaya               | 2:1       | Yua Taka                   | 2:0           | Dylan Dietrich   | 2:1           | Toby Samuel   | 0:2           | ausgeschieden | ausgeschieden | Bronze        |
| Finn Bischof Alessio Vasquez | Doppel     | —          | —          | —                | —         | Connel / Dhokia           | 2:1       | Hans / Kesharwani          | 2:1           | Gabelic / Slavic | 0:2           | ausgeschieden | ausgeschieden | ausgeschieden | ausgeschieden | 5             |
| Mixed                        |            |            |            |                  |           |                           |           |                            |               |                  |               |               |               |               |               |               |
| Anastasia Simonov Nino Toto  | Doppel     | —          | —          | —                | —         | Lee / Lo                  | 1:2       | ausgeschieden              | ausgeschieden | ausgeschieden    | ausgeschieden | ausgeschieden | ausgeschieden | ausgeschieden | ausgeschieden | 17            |

### Tischtennis
| Athleten                                                     | Wettbewerb | Gruppenphase         | Gruppenphase | Vorrunde         | Vorrunde | 1. Runde           | 1. Runde | 2. Runde         | 2. Runde      | Achtelfinale           | Achtelfinale  | Viertelfinale | Viertelfinale | Halbfinale    | Halbfinale    | Finale        | Finale        | Rang   |
| Athleten                                                     | Wettbewerb | Gegner               | Erg.         | Gegner           | Erg.     | Gegner             | Erg.     | Gegner           | Erg.          | Gegner                 | Erg.          | Gegner        | Erg.          | Gegner        | Erg.          | Gegner        | Erg.          | Rang   |
| ------------------------------------------------------------ | ---------- | -------------------- | ------------ | ---------------- | -------- | ------------------ | -------- | ---------------- | ------------- | ---------------------- | ------------- | ------------- | ------------- | ------------- | ------------- | ------------- | ------------- | ------ |
| Frauen                                                       |            |                      |              |                  |          |                    |          |                  |               |                        |               |               |               |               |               |               |               |        |
| Sophia Klee                                                  | Einzel     | Sikka Suwal          | 3:0          | Thanushi Rodrigo | 4:0      | Wing Lam Ng        | 0:4      | ausgeschieden    | ausgeschieden | ausgeschieden          | ausgeschieden | ausgeschieden | ausgeschieden | ausgeschieden | ausgeschieden | ausgeschieden | ausgeschieden | 33     |
| Sophia Klee                                                  | Einzel     | Claire Picard        | 0:3          | Thanushi Rodrigo | 4:0      | Wing Lam Ng        | 0:4      | ausgeschieden    | ausgeschieden | ausgeschieden          | ausgeschieden | ausgeschieden | ausgeschieden | ausgeschieden | ausgeschieden | ausgeschieden | ausgeschieden | 33     |
| Yuki Tsutsui                                                 | Einzel     | Tsz Lam Kong         | 1:3          | Anastasia Wang   | 4:2      | Katarzyna Węgrzyn  | 0:4      | ausgeschieden    | ausgeschieden | ausgeschieden          | ausgeschieden | ausgeschieden | ausgeschieden | ausgeschieden | ausgeschieden | ausgeschieden | ausgeschieden | 33     |
| Yuki Tsutsui                                                 | Einzel     | Damaris Sanmartín    | 3:1          | Anastasia Wang   | 4:2      | Katarzyna Węgrzyn  | 0:4      | ausgeschieden    | ausgeschieden | ausgeschieden          | ausgeschieden | ausgeschieden | ausgeschieden | ausgeschieden | ausgeschieden | ausgeschieden | ausgeschieden | 33     |
| Lea Lachenmayer                                              | Einzel     | Sabrina Miyabara     | 3:1          | Freilos          | Freilos  | Shuohan Men        | 4:3      | Yang Yiyun       | 1:4           | ausgeschieden          | ausgeschieden | ausgeschieden | ausgeschieden | ausgeschieden | ausgeschieden | ausgeschieden | ausgeschieden | 17     |
| Lea Lachenmayer                                              | Einzel     | Alexandra Chiriacova | 3:1          | Freilos          | Freilos  | Shuohan Men        | 4:3      | Yang Yiyun       | 1:4           | ausgeschieden          | ausgeschieden | ausgeschieden | ausgeschieden | ausgeschieden | ausgeschieden | ausgeschieden | ausgeschieden | 17     |
| Franziska Schreiner                                          | Einzel     | Freilos              | Freilos      | Freilos          | Freilos  | Ema Labošová       | 3:4      | ausgeschieden    | ausgeschieden | ausgeschieden          | ausgeschieden | ausgeschieden | ausgeschieden | ausgeschieden | ausgeschieden | ausgeschieden | ausgeschieden | 33     |
| Sophia Klee Franziska Schreiner                              | Doppel     | —                    | —            | —                | —        | Freilos            |          | Lee / Lee        | 3:1           | Sawettabut / Tayapitak | 1:3           | ausgeschieden | ausgeschieden | ausgeschieden | ausgeschieden | ausgeschieden | ausgeschieden | 9      |
| Lea Lachenmayer Yuki Tsutsui                                 | Doppel     | —                    | —            | —                | —        | Cheung / Seak      | 3:0      | Jorguseska / Men | 3:0           | Han / Wang             | 0:3           | ausgeschieden | ausgeschieden | ausgeschieden | ausgeschieden | ausgeschieden | ausgeschieden | 9      |
| Sophia Klee Lea Lachenmayer Franziska Schreiner Yuki Tsutsui | Mannschaft | Slowakei             | 3:1          | —                | —        | —                  | —        | —                | —             | Südkorea               | 3:2           | Hongkong      | 1:3           | ausgeschieden | ausgeschieden | ausgeschieden | ausgeschieden | 5      |
| Sophia Klee Lea Lachenmayer Franziska Schreiner Yuki Tsutsui | Mannschaft | Ungarn               | 3:0          | —                | —        | —                  | —        | —                | —             | Südkorea               | 3:2           | Hongkong      | 1:3           | ausgeschieden | ausgeschieden | ausgeschieden | ausgeschieden | 5      |
| Männer                                                       |            |                      |              |                  |          |                    |          |                  |               |                        |               |               |               |               |               |               |               |        |
| Matthias Danzer                                              | Einzel     | Ao Hualei            | 3:1          | Kang Yu-been     | 4:3      | Jo Yokotani        | 2:4      | ausgeschieden    | ausgeschieden | ausgeschieden          | ausgeschieden | ausgeschieden | ausgeschieden | ausgeschieden | ausgeschieden | ausgeschieden | ausgeschieden | 17     |
| Matthias Danzer                                              | Einzel     | Dominic Koh          | 3:0          | Kang Yu-been     | 4:3      | Jo Yokotani        | 2:4      | ausgeschieden    | ausgeschieden | ausgeschieden          | ausgeschieden | ausgeschieden | ausgeschieden | ausgeschieden | ausgeschieden | ausgeschieden | ausgeschieden | 17     |
| Timotius Köchling                                            | Einzel     | Jayden Tan           | 1:3          | Gonçalo Gomes    | 4:0      | Andrei Istrate     | 1:4      | ausgeschieden    | ausgeschieden | ausgeschieden          | ausgeschieden | ausgeschieden | ausgeschieden | ausgeschieden | ausgeschieden | ausgeschieden | ausgeschieden | 33     |
| Timotius Köchling                                            | Einzel     | Cillian Kirby        | 3:0          | Gonçalo Gomes    | 4:0      | Andrei Istrate     | 1:4      | ausgeschieden    | ausgeschieden | ausgeschieden          | ausgeschieden | ausgeschieden | ausgeschieden | ausgeschieden | ausgeschieden | ausgeschieden | ausgeschieden | 33     |
| Benno Oehme                                                  | Einzel     | Freilos              | Freilos      | Freilos          | Freilos  | Jayden Tan         | 4:2      | Dawid Michna     | 2:4           | ausgeschieden          | ausgeschieden | ausgeschieden | ausgeschieden | ausgeschieden | ausgeschieden | ausgeschieden | ausgeschieden | 17     |
| Kirill Fadeev                                                | Einzel     | Floris zur Muhlen    | 3:0          | Mauro Schärrer   | 4:3      | Daniel Araya       | 4:0      | Chon Fai He      | 4:1           | Darius Toma            | 4:0           | Maxim Grebnew | 3:4           | ausgeschieden | ausgeschieden | ausgeschieden | ausgeschieden | 5      |
| Kirill Fadeev                                                | Einzel     | Elías Jiménez        | 3:0          | Mauro Schärrer   | 4:3      | Daniel Araya       | 4:0      | Chon Fai He      | 4:1           | Darius Toma            | 4:0           | Maxim Grebnew | 3:4           | ausgeschieden | ausgeschieden | ausgeschieden | ausgeschieden | 5      |
| Kirill Fadeev Benno Oehme                                    | Doppel     | —                    | —            | —                | —        | Goldír / Zelinka   | 3:1      | Win / Choi       | 3:0           | Chua / Koh             | 0:3           | ausgeschieden | ausgeschieden | ausgeschieden | ausgeschieden | ausgeschieden | ausgeschieden | 9      |
| Matthias Danzer Timotius Köchling                            | Doppel     | —                    | —            | —                | —        | González / Uribe   | 3:1      | Grela / Kolasa   | 1:3           | ausgeschieden          | ausgeschieden | ausgeschieden | ausgeschieden | ausgeschieden | ausgeschieden | ausgeschieden | ausgeschieden | 17     |
| Matthias Danzer Kirill Fadeev Timotius Köchling Benno Oehme  | Mannschaft | Ungarn               | 3:1          | —                | —        | —                  | —        | —                | —             | Singapur               | 3:0           | Hongkong      | 3:2           | China         | 0:3           | ausgeschieden | ausgeschieden | Bronze |
| Matthias Danzer Kirill Fadeev Timotius Köchling Benno Oehme  | Mannschaft | Mongolei             | 3:0          | —                | —        | —                  | —        | —                | —             | Singapur               | 3:0           | Hongkong      | 3:2           | China         | 0:3           | ausgeschieden | ausgeschieden | Bronze |
| Mixed                                                        |            |                      |              |                  |          |                    |          |                  |               |                        |               |               |               |               |               |               |               |        |
| Matthias Danzer Sophia Klee                                  | Doppel     | —                    | —            | Freilos          | Freilos  | Abdulhussein / Ali | 3:2      | Chan / Wong      | 0:3           | ausgeschieden          | ausgeschieden | ausgeschieden | ausgeschieden | ausgeschieden | ausgeschieden | ausgeschieden | ausgeschieden | 17     |
| Benno Oehme Franziska Schreiner                              | Doppel     | —                    | —            | Freilos          | Freilos  | Naresh / Tan       | 1:3      | ausgeschieden    | ausgeschieden | ausgeschieden          | ausgeschieden | ausgeschieden | ausgeschieden | ausgeschieden | ausgeschieden | ausgeschieden | ausgeschieden | 33     |

### Turnen

#### Gerätturnen
| Athleten                                                                 | Wettbewerb           | Qualifikation | Qualifikation | Finale        | Finale        | Rang   |
| Athleten                                                                 | Wettbewerb           | Punkte        | Rang          | Punkte        | Rang          | Rang   |
| ------------------------------------------------------------------------ | -------------------- | ------------- | ------------- | ------------- | ------------- | ------ |
| Frauen                                                                   |                      |               |               |               |               |        |
| Elena Engelhardt                                                         | Boden                | 10,750        | 70            | ausgeschieden | ausgeschieden | 70     |
| Elena Engelhardt                                                         | Schwebebalken        | 12,200        | 30            | ausgeschieden | ausgeschieden | 30     |
| Elena Engelhardt                                                         | Stufenbarren         | 10,500        | 68            | ausgeschieden | ausgeschieden | 68     |
| Elena Engelhardt                                                         | Einzelmehrkampf      | 45,300        | 52            | ausgeschieden | ausgeschieden | 52     |
| Alina Heinemann                                                          | Boden                | 11,900        | 43            | ausgeschieden | ausgeschieden | 43     |
| Alina Heinemann                                                          | Schwebebalken        | 12,100        | 32            | ausgeschieden | ausgeschieden | 32     |
| Alina Heinemann                                                          | Stufenbarren         | 11,350        | 58            | ausgeschieden | ausgeschieden | 58     |
| Alina Heinemann                                                          | Einzelmehrkampf      | 47,600        | 39            | ausgeschieden | ausgeschieden | 39     |
| Emma Malewski                                                            | Schwebebalken        | 13,400        | 4             | 13,166        | 3             | Bronze |
| Emma Malewski                                                            | Stufenbarren         | DNS           | DNS           | ausgeschieden | ausgeschieden | DNS    |
| Aiyu Zhu                                                                 | Boden                | 11,600        | 49            | ausgeschieden | ausgeschieden | 49     |
| Aiyu Zhu                                                                 | Schwebebalken        | 12,900        | 12            | ausgeschieden | ausgeschieden | 12     |
| Aiyu Zhu                                                                 | Stufenbarren         | 9,900         | 76            | ausgeschieden | ausgeschieden | 76     |
| Aiyu Zhu                                                                 | Einzelmehrkampf      | 47,100        | 42            | ausgeschieden | ausgeschieden | 42     |
| Elena Engelhardt Alina Heinemann Emma Malewski Aiyu Zhu                  | Mannschaftsmehrkampf | —             | —             | 141,300       | 15            | 15     |
| Männer                                                                   |                      |               |               |               |               |        |
| Willi Binder                                                             | Barren               | 12,333        | 49            | ausgeschieden | ausgeschieden | 49     |
| Willi Binder                                                             | Boden                | 12,333        | 61            | ausgeschieden | ausgeschieden | 61     |
| Willi Binder                                                             | Pauschenpferd        | 9,333         | 95            | ausgeschieden | ausgeschieden | 95     |
| Willi Binder                                                             | Reck                 | 12,633        | 42            | ausgeschieden | ausgeschieden | 42     |
| Willi Binder                                                             | Ringe                | 11,933        | 52            | ausgeschieden | ausgeschieden | 52     |
| Willi Binder                                                             | Einzelmehrkampf      | 71,998        | 37            | ausgeschieden | ausgeschieden | 37     |
| Kilian Krapp                                                             | Boden                | 12,333        | 60            | ausgeschieden | ausgeschieden | 60     |
| Kilian Krapp                                                             | Reck                 | 11,833        | 68            | ausgeschieden | ausgeschieden | 68     |
| Kilian Krapp                                                             | Sprung               | 12,816        | 18            | ausgeschieden | ausgeschieden | 18     |
| Alexander Kunz                                                           | Barren               | 12,766        | 35            | ausgeschieden | ausgeschieden | 35     |
| Alexander Kunz                                                           | Boden                | 12,866        | 35            | ausgeschieden | ausgeschieden | 35     |
| Alexander Kunz                                                           | Pauschenpferd        | 12,866        | 28            | ausgeschieden | ausgeschieden | 28     |
| Alexander Kunz                                                           | Reck                 | 13,466        | 12            | ausgeschieden | ausgeschieden | 12     |
| Alexander Kunz                                                           | Ringe                | 13,066        | 23            | ausgeschieden | ausgeschieden | 23     |
| Alexander Kunz                                                           | Einzelmehrkampf      | 78,530        | 11            | 76,998        | 12            | 12     |
| Niklas Neuhäusel                                                         | Barren               | 12,500        | 40            | ausgeschieden | ausgeschieden | 40     |
| Niklas Neuhäusel                                                         | Boden                | 13,633        | 10            | ausgeschieden | ausgeschieden | 10     |
| Niklas Neuhäusel                                                         | Pauschenpferd        | 11,033        | 70            | ausgeschieden | ausgeschieden | 70     |
| Niklas Neuhäusel                                                         | Reck                 | 11,433        | 74            | ausgeschieden | ausgeschieden | 74     |
| Niklas Neuhäusel                                                         | Ringe                | 11,700        | 62            | ausgeschieden | ausgeschieden | 62     |
| Niklas Neuhäusel                                                         | Einzelmehrkampf      | 73,532        | 31            | ausgeschieden | ausgeschieden | 31     |
| Sascha Wilhelm                                                           | Barren               | 12,033        | 59            | ausgeschieden | ausgeschieden | 59     |
| Sascha Wilhelm                                                           | Pauschenpferd        | 10,400        | 83            | ausgeschieden | ausgeschieden | 83     |
| Sascha Wilhelm                                                           | Ringe                | 11,733        | 60            | ausgeschieden | ausgeschieden | 60     |
| Niklas Neuhäusel Alexander Kunz Kilian Krapp Willi Binder Sascha Wilhelm | Mannschaftsmehrkampf | —             | —             | 225,560       | 15            | 15     |

#### Rhythmische Sportgymnastik
| Athleten           | Wettbewerb       | Qualifikation | Qualifikation | Finale        | Finale        | Rang   |
| Athleten           | Wettbewerb       | Punkte        | Rang          | Punkte        | Rang          | Rang   |
| ------------------ | ---------------- | ------------- | ------------- | ------------- | ------------- | ------ |
| Frauen             |                  |               |               |               |               |        |
| Anastasia Simakova | Einzel Mehrkampf | —             | —             | 107,200       | 4             | 4      |
| Anastasia Simakova | Reifen           | 28,650        | 1             | 29,150        | 2             | Silber |
| Anastasia Simakova | Ball             | 27,800        | 3             | 27,500        | 3             | Bronze |
| Anastasia Simakova | Keulen           | 24,000        | 26            | ausgeschieden | ausgeschieden | 26     |
| Anastasia Simakova | Band             | 26,750        | 3             | 26,500        | 4             | 4      |
| Margarita Kolosov  | Einzel Mehrkampf | —             | —             | 99,750        | 15            | 15     |
| Margarita Kolosov  | Reifen           | 23,400        | 32            | ausgeschieden | ausgeschieden | 32     |
| Margarita Kolosov  | Ball             | 26,700        | 5             | 28,200        | 1             | Gold   |
| Margarita Kolosov  | Keulen           | 24,200        | 24            | ausgeschieden | ausgeschieden | 24     |
| Margarita Kolosov  | Band             | 25,450        | 10            | ausgeschieden | ausgeschieden | 10     |

### Volleyball
| Wettbewerb            | Frauen | Männer |
| --------------------- | --- | --- |
| Athleten              | Lea Ambrosius Luisa van Clewe Marie Hänle Romy Jatzko Celine Jebens Emilia Jordan Luisa Keller Hannah Kohn Isabel Martin Patricia Nestler Mette Pfeffer Pia Timmer | Moritz Eckardt Simon Gallas Lovis Homberger Fabian Hosch Simon Kohn Bastian Korreck Joscha Kunstmann Leon Meier Carl Möller Amselm Rein Max Schulz Laurenz Welsch |
| Trainer               | Konstantin Bitter | Thomas Ranner |
| Gruppenphase          | Argentinien 3:0 Mongolei 3:0 China 3:0 | Vereinigte Staaten 3:0 Italien 0:3 Südkorea 3:0 |
| Viertelfinale         | Polen 3:1 | Japan 0:3 |
| Platzierungsrunde 5–8 | – | Chinesisch Taipeh 1:3 |
| Spiel um Platz 7      | – | Kolumbien 3:0 |
| Halbfinale            | Italien 0:3 | ausgeschieden |
| Spiel um Bronze       | Brasilien 1:3 | ausgeschieden |
| Rang                  | 4 | 7 |

### Wasserball
| Wettbewerb       | Frauen | Männer |
| ---------------- | --- | --- |
| Athleten         | Darja Heinbichner Emma Koch Ioanna Petiki Sinia Plotz Elena Ludwig Emma Seehafer Anne Rieck Mona Saternus Greta Tadday Marijke Kijlstra Jana Stüwe Franka Lipinski | Max Spittank Zoran Bozic Tobias Bauer Jan Rotermund Moritz Ostmann Finn Rotermund Yannek Chiru Sascha Seifert Till Hofmann Luk Jaschke Mark Gansen Elias Metten |
| Trainer          | Sven Schulz | Dirk Hohenstein |
| Gruppenphase     | Australien 9:10 Ungarn 6:14 Türkei 24:5 | Neuseeland 21:6 Vereinigte Staaten 13:9 Ungarn 13:15 |
| Viertelfinale    | Japan 13:11 | Südkorea 30:7 |
| Halbfinale       | Neuseeland 9:8 | Italien 14:17 |
| Spiel um Platz 3 | – | Ungarn 21:20 |
| Finale           | Italien 9:6 | ausgeschieden |
| Rang             | Gold | Bronze |

### Wasserspringen
| Athleten                                                   | Wettbewerb            | Vorkampf | Vorkampf | Finale        | Finale        | Rang   |
| Athleten                                                   | Wettbewerb            | Punkte   | Rang     | Punkte        | Rang          | Rang   |
| ---------------------------------------------------------- | --------------------- | -------- | -------- | ------------- | ------------- | ------ |
| Frauen                                                     |                       |          |          |               |               |        |
| Lena Hentschel                                             | 3 m Kunstspringen     | 301,60   | 3        | 265,75        | 3             | Bronze |
| Jette Müller                                               | 3 m Kunstspringen     | 294,30   | 4        | 265,55        | 4             | 4      |
| Carolina Coordes                                           | 10 m Turmspringen     | 270,60   | 6        | 293,25        | 5             | 5      |
| Pauline Pfeif                                              | 10 m Turmspringen     | 347,15   | 1        | 354,40        | 3             | Bronze |
| Lena Hentschel Jette Müller                                | 3 m Synchronspringen  | —        | —        | 263,10        | 3             | Bronze |
| Pauline Pfeif Carolina Coordes                             | 10 m Synchronspringen | —        | —        | 294,60        | 2             | Silber |
| Männer                                                     |                       |          |          |               |               |        |
| Tim Axer                                                   | 1 m Kunstspringen     | 299,35   | 11       | 354,80        | 3             | Bronze |
| Tim Axer                                                   | 3 m Kunstspringen     | 376,95   | 10       | 393,00        | 5             | 5      |
| Lou Massenberg                                             | 3 m Kunstspringen     | 359,50   | 13       | ausgeschieden | ausgeschieden | 15     |
| Moritz Wesemann                                            | 3 m Kunstspringen     | 390,35   | 7        | 454,20        | 1             | Gold   |
| Espen Prenzyna                                             | 10 m Turmspringen     | 372,60   | 6        | 333,35        | 11            | 11     |
| Tom Laszlo Waldsteiner                                     | 10 m Turmspringen     | 322,40   | 14       | ausgeschieden | ausgeschieden | 14     |
| Espen Prenzyna Tim Axer                                    | 3 m Synchronspringen  | —        | —        | 354,99        | 4             | 4      |
| Luis Avila Sanchez Jaden Eikermann                         | 10 m Synchronspringen | —        | —        | 400,74        | 2             | Silber |
| Mixed                                                      |                       |          |          |               |               |        |
| Lena Hentschel Luis Avila Sanchez                          | 3 m Synchronspringen  | —        | —        | 288,21        | 1             | Gold   |
| Jette Müller Moritz Wesemann Pauline Pfeif Jaden Eikermann | Mannschaft 3 m/10 m   | —        | —        | 437,10        | 1             | Gold   |